# Karl Friedrich von Voß
Karl Friedrich von Voß (* 16. Mai 1733 in Gotha; † 1810 in Weimar) war ein preußischer Generalleutnant und Chef des Jägerregiments zu Fuß.

## Leben

### Herkunft
Friedrich Karl war der Sohn von Christian Karl von Voß (1693–1763), Oberst bei der fürstlichen Leibgarde zu Pferde in Sachsen-Gotha, und dessen Ehefrau Magdalene Friederike, geborene Janus von Eberstedt (1696–1747).

### Militärkarriere
Voß war ab 1746 Page bei Herzog Friedrich III. Am 18. August 1751 wurde er als Fähnrich im gotharschen Leibregiment zu Fuß angestellt und dort am 17. Januar 1753 Leutnant. Als solcher trat er am 1. Oktober 1756 in preußische Dienste und nahm an der Schlacht bei Lobositz teil. Kurz darauf kam er am 16. Oktober 1756 als Premierleutnant zum ehemaligen sächsischen Regiment „von Flemming“. Im weiteren Verlauf des Siebenjährigen Krieges nahm Voß an der Belagerung von Prag, den Kämpfen bei Zorndorf und Kunersdorf, der Einnahme von Küstrin sowie dem Gefecht bei Driesen teil. Zwischenzeitlich war er am 1. März 1758 zum Freiregiment Hordt gekommen und stieg hier schließlich am 2. November 1760 zum Kapitän und Kompaniechef auf. Nach dem Frieden von Hubertusburg wurde das Regiment ausgelöst und Voß in das Gefolge des Königs Friedrichs II. versetzt.
Am 4. Oktober 1773 kam Voß als Kompaniechef zum Bataillon Fußjäger. Als Major nahm er dann während des Bayerischen Erbfolgekrieges am Gefecht bei Jung-Buchlau teil. Im März wurde Voß Kommandeur des Jägerregiments zu Fuß und Oberstleutnant. Am 21. Mai 1789 folgte seine Beförderung zum Oberst und für seine langjährigen Verdienste erhielt er am 8. Juni 1789 den Orden Pour le Mérite.
Als Generalmajor des Granges pensioniert wurde, übergab ihm Friedrich Wilhelm II. am 26. Oktober 1790 die Stelle als Regimentschef. Mit dem Regiment nahm Voß am Feldzug 1792/94 an der Schlacht bei Pirmasens, der Belagerung von Mainz und Verdun, der Kanonade von Valmy sowie den Gefechten bei Hochheim, Kettricher Hof, am Schäntzel und bei Schorleberg teil. Zwischenzeitlich war Voß am 18. Januar 1793 Generalmajor geworden.
Am 20. Mai 1799 folgte die Beförderung zum Generalleutnant und am 24. August 1804 die Verleihung des Großen Roten Adlerordens. Voß dimittierte am 20. September 1805 mit einer Pension von 1200 Talern. Nach dem Zusammenbruch Preußens 1806 wurde diese Pension auf die Hälfte herabgesetzt.

### Familie
Voß hatte am 25. September 1795 in Mittenwalde Amalia von Voß (1763–1809) geheiratet. Sie war die Tochter seines verstorbenen Bruders.